# John Colter
John Colter (Stuarts Draft, 1774 – Miller's Landing, 7 maggio 1812) è stato un esploratore statunitense.
Fu uno dei componenti della spedizione condotta da Meriwether Lewis e William Clark (1804-1806). Nonostante aver preso parte ad una delle spedizioni più famose della storia, egli è ancora oggi ricordato per le sue esplorazioni effettuate dopo essere stato congedato con onore dall'esercito nel 1806. Durante l'inverno del 1807-1808, Colter divenne la prima persona di origine europea ad essersi addentrata nella regione dell'attuale parco nazionale di Yellowstone e del Teton Range. Colter trascorse molti mesi da solo nelle terre selvagge ed è considerato il primo trapper.

## Yellowstone, Grand Teton e Jackson Hole

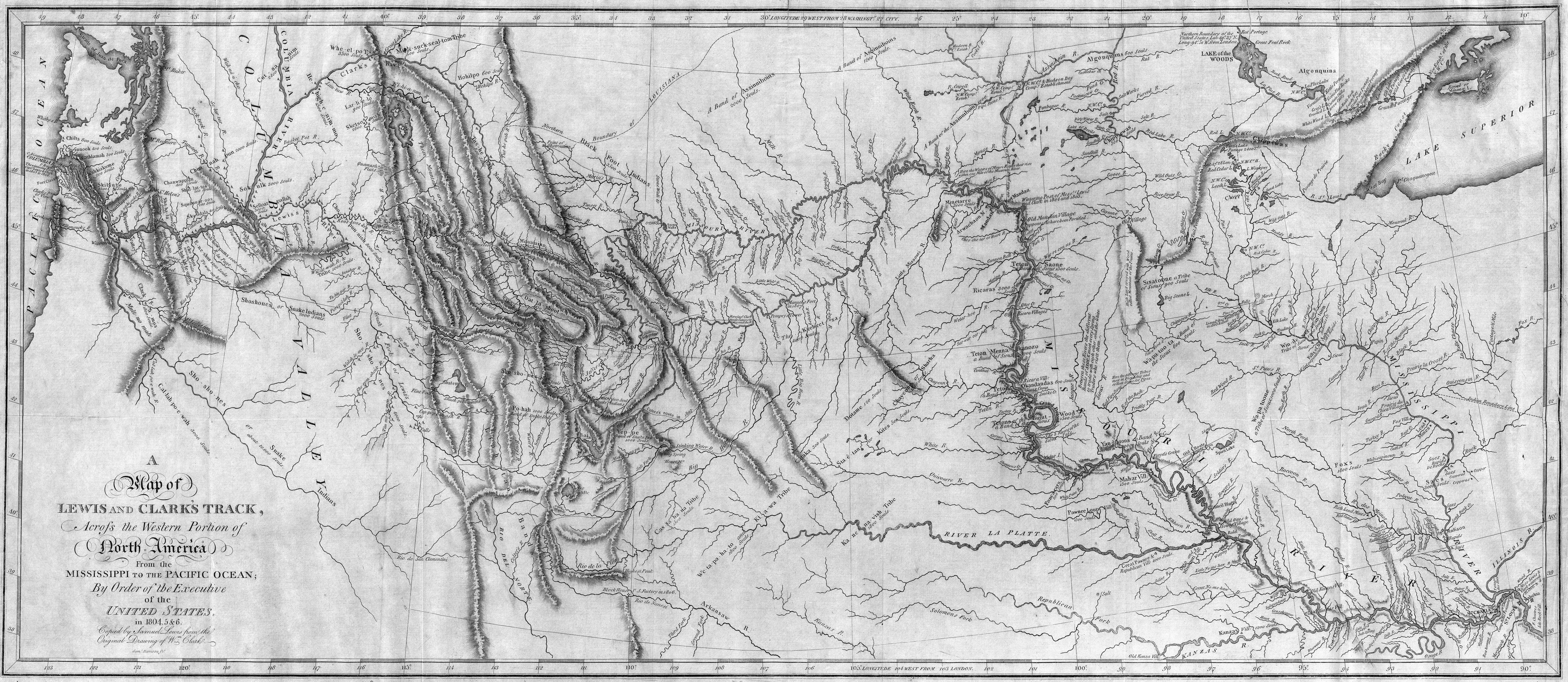
Mappa del tragitto compiuto da Lewis e Clark, pubblicata nel 1814.

Colter lasciò il Fort Raymond nel mese di ottobre del 1807 e, nel corso dell'inverno, esplorò la regione nella quale, più tardi, verranno istituiti i parchi nazionali di Yellowstone e di Grand Teton. Colter riferì di aver visitato almeno un bacino geyser, anche se oggi si ritiene più probabile che egli si sia trovato nei pressi dell'attuale area di Cody che, in quel tempo potrebbe aver avuto qualche residua attività geotermica. Colter probabilmente giunse sulle sponde del Lago Jackson dopo aver attraversato lo spartiacque continentale. Esplorò la valle di Jackson Hole, posta alla base del Teton Range. Dopo essersi diretto a nord e poi verso est, probabilmente arrivo fino al Lago Yellowstone, nei pressi del quale può avere visto geyser e altre manifestazioni geotermiche. Colter si diresse, infine, verso Fort Raymond, arrivando nei mesi di marzo o aprile del 1808. Egli non solo percorse centinaia di chilometri, la maggior parte del tempo senza guida, ma lo fece in pieno inverno, in una regione in cui le temperature notturne nel mese di gennaio raggiungono regolarmente -34 °C. Pochi credettero i suoi rapporti a proposito di geyser e pozze d'acqua fumante. Le sue relazioni a proposito di questi fenomeni furono spesso ridicolizzate.

## Ultimi anni e morte
Dopo essere tornato a St. Louis, Colter sposò una donna di nome Sallie ed acquistò una fattoria vicino a Miller's Landing, Missouri, (oggi New Haven, Missouri). Intorno al 1810, visitò con William Clark (suo vecchio comandante della Spedizione di Lewis e Clark) e fornì rapporti dettagliati sulle sue esplorazioni dall'ultima volta che si erano incontrati. Da queste informazioni, Clark creò una mappa abbastanza completa e prodotta dalla regione delle esplorazioni per i successivi settantacinque anni. Durante la Guerra anglo-americana, Colter si arruolò e combatté con i rangers di Nathan Boone. Le fonti non sono chiare su quando John Colter è morto o la causa esatta della morte. In ogni caso, dopo essersi improvvisamente ammalato, si dice che Colter fosse morto di ittero il 7 maggio 1812; altre fonti indicano che morì il 22 novembre 1813. Fu sepolto vicino a Miller's Landing, ma la locazione della sua tomba è andata perduta.